# Paul Dupont des Loges

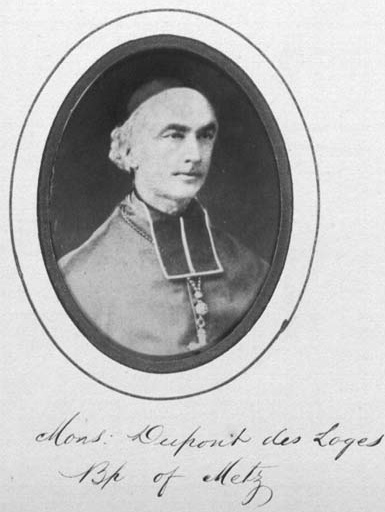
Bischof Paul Dupont des Loges

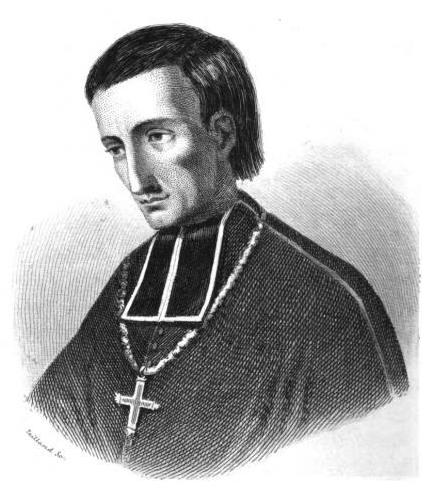
Paul Dupont des Loges

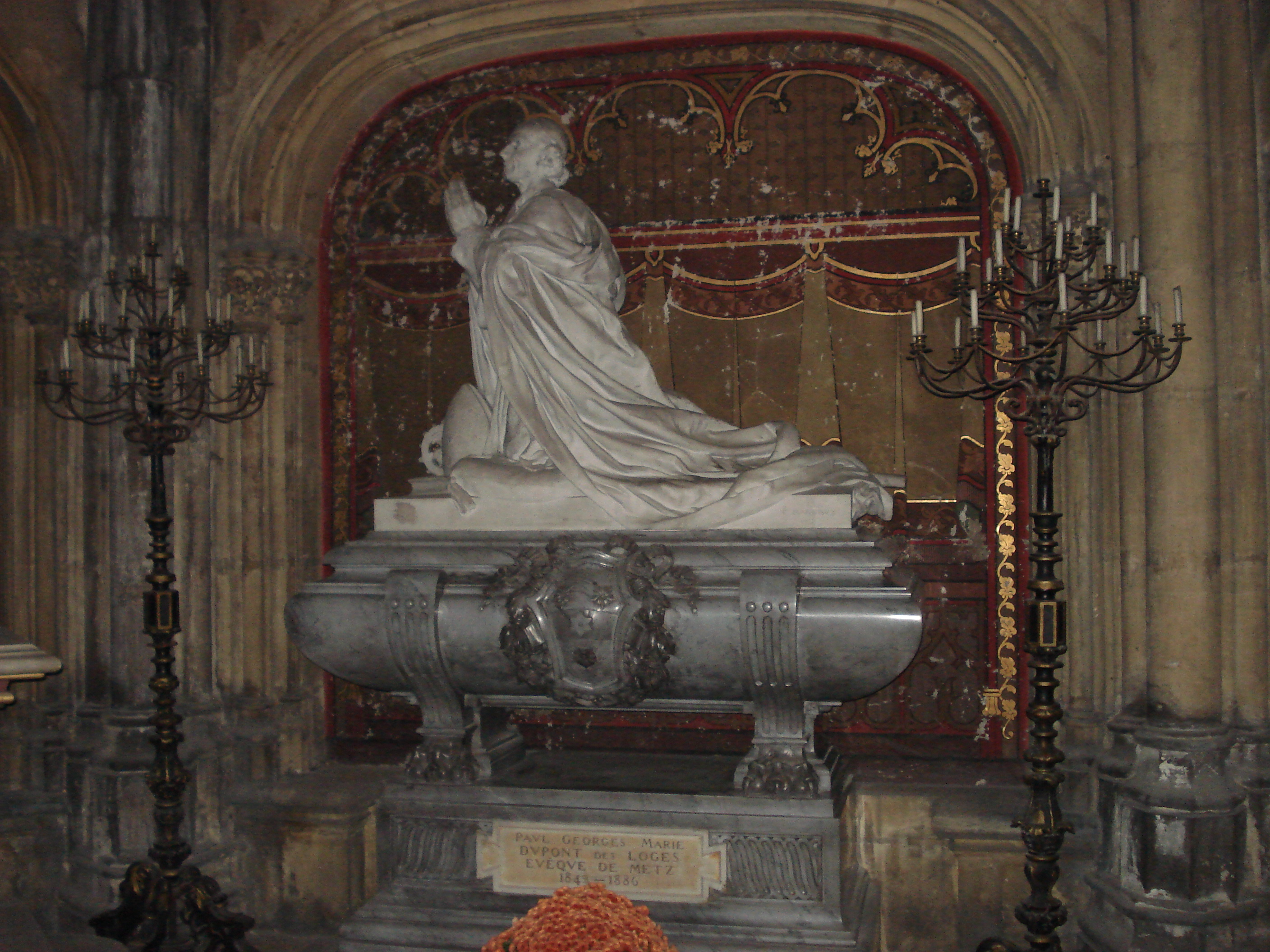
Grab in der Kathedrale von Metz

Paul Georges Marie Dupont des Loges (* 11. November 1804 in Rennes; † 18. August 1886 in Metz) war seit 1843 Bischof von Metz.

## Leben und Wirken
Er war der Sohn von Pierre-Louis Dupont des Loges und seiner Frau Angélique Joséphine Cécile du Bois le Bon de La Choltais. In den Jahren 1821–1828 studierte der junge Adelige in seiner Heimatstadt Rennes, anschließend im 
Seminar von Saint-Sulpice in Paris; am 12. Dezember 1828 wurde er zum Priester geweiht.
1834 avancierte Dupont des Loges zum Domherrn in Rennes und 1840 zum Generalvikar von Orléans.
Am 13. September 1842 wählte man ihn zum Bischof von Metz. Die päpstliche Bestätigung erfolgte am 27. Januar 1843, am 5. März 1843 erhielt er die Bischofsweihe von François Kardinal Morlot.
Als Bischof engagierte sich Dupont des Loges besonders im Schul- und Bildungswesen. Als die französischen Behörden 1844 von ihm forderten, deutschsprachige Predigten und Glaubensunterweisungen in seiner Diözese zu unterbinden, widersetzte er sich erfolgreich dagegen. 1870 nahm der Oberhirte am Ersten Vatikanischen Konzil teil.
1871 fiel sein bisher französisches Bistum an das Deutsche Reich. Bei der Reichstagswahl 1874 wurde Paul Georges Dupont des Loges im Wahlkreis Reichsland Elsaß-Lothringen 14 (Metz) in den deutschen Reichstag gewählt, dessen Mitglied er bis 1877 blieb. Im Reichstag schloss er sich als unabhängiger Klerikaler keiner Fraktion an, arbeitete jedoch eng mit der Zentrumspartei zusammen.
Nach seinem Tode wurde der Bischof am 25. August 1886 in der Saint-Livier Kapelle der Kathedrale von Metz beigesetzt. Testamentarisch ließ er noch große Summen an Bedürftige verteilen. In Metz ist die "Rue Dupont des Loges" nach ihm benannt.